# ميليندونيو
ميليندونيو (بالإيطالية: Melendugno)‏ هي بلدية في مقاطعة ليتشي في إقليم بوليا الإيطالي.

## السكان
في سنة 1861 بلغ عدد السكان 2٬187 نسمة، وتطور العدد ليصل في سنة 2011 لـ 9٬646 نسمة.
يظهر هذا المخطط البياني تطور النمو السكاني لـ ميليندونيو